# Neomarxisme
El neomarxisme, en relació amb el pensament marxista, és un conjunt de corrents de pensament del segle XX que es remunta, en els seus principis, als primers escrits de Karl Marx anteriors a la influència d'Engels, i que rebutja el determinisme econòmic percebut en Marx en els escrits posteriors preferint posar l'accent en aspectes psicològics, sociològics i culturals.
Els neomarxistes parteixen de l'existència d'una reciprocitat entre infraestructura i superestructura que constitueix precisament el procés dialèctic real.

## Contextualització
Molts neomarxistes com Herbert Marcuse van ser sociòlegs i psicòlegs. Estava lligat als moviments estudiantils dels 1960. El neomarxisme ve sota el lideratge del pensament de la Nova Esquerra.

## Concepte en l'actualitat
El neomarxisme és també usat sovint per descriure l'oposició a desigualtats experimentades per països en vies de desenvolupament en el nou ordre econòmic internacional. En un sentit social, el neomarxisme afegeix l'enteniment més ampli de Max Weber sobre la desigualtat social, en conceptes tals com l'status i el poder, a la filosofia marxista.
Actualment se'ls anomena neomarxistes als que defensen postures relacionades amb el socialisme democràtic, el socialisme del segle XXI i l'eurocomunisme. S'argumenta que aquestes teories afegeixen elements nous a la interpretació marxista, sense acceptar a ultrança elements del capitalisme com ho fa la socialdemocràcia.

## Corrents del neomarxisme
- Marxisme hegelià
- Teoria crítica de l'Escola de Frankfurt i l'Institut d'Investigació Social
- Marxisme analític
- Marxisme estructuralista francès (molt relacionat a l'estructuralisme) - Louis Althusser.